# Copa de baloncesto de Israel 2016-17
La 57ª edición de la Copa de baloncesto de Israel (en hebreo  גביע המדינה בכדורסל) se disputó entre el 6 de octubre de 2016 y el 16 de febrero de 2017, celebrándose la Final Four en Jerusalén. La competición la organiza la Asociación de baloncesto de Israel.

## Primera ronda
Maccabi Tel Aviv, Maccabi Rishon LeZion, Maccabi Haifa, Maccabi Ashdod, Bnei Herzliya y Ironi Nes Ziona se mantuvieron exentos en la primera ronda.
| Local                   | Marcador | Visitante           |
| ----------------------- | -------- | ------------------- |
| Maccabi Hod HaSharon    | 77–109   | Hapoel Eilat        |
| Hapoel Ramat Gan        | 54–94    | Hapoel Tel Aviv     |
| Ironi Ramat Gan         | 62–100   | Ironi Nahariya      |
| A.S. Ramat HaSharon     | 56–80    | Hapoel Gilboa Galil |
| Hapoel Galil Elyon      | 60–94    | Hapoel Holon        |
| Hapoel Haifa            | 71–83    | Maccabi Rehovot     |
| Elitzur Kiryat Ata      | 94–85    | Hapoel Afula/Gilboa |
| Hapoel Migdal HaEmek    | 57–94    | Hapoel Jerusalem    |
| Maccabi Ra'anana        | 80–74    | Maccabi Kiryat Gat  |
| Hapoel Be'er Sheva B.C. | 73–68    | Hapoel Kfar Saba    |

## Octavos de final
| Local                   | Marcador | Visitante             |
| ----------------------- | -------- | --------------------- |
| Maccabi Ra'anana        | 60–76    | Maccabi Ashdod        |
| Hapoel Tel Aviv         | 74–78    | Hapoel Jerusalem      |
| Maccabi Tel Aviv        | 77–76    | Hapoel Gilboa Galil   |
| Hapoel Holon            | 91–70    | Hapoel Eilat          |
| Maccabi Rehovot         | 63–65    | Bnei Herzliya         |
| Hapoel Be'er Sheva B.C. | 104–96   | Maccabi Rishon LeZion |
| Ironi Nes Ziona         | 76–66    | Ironi Nahariya        |
| Elitzur Kiryat Ata      | 54–91    | Maccabi Haifa         |

## Cuartos de final
| Local                   | Marcador | Visitante        |
| ----------------------- | -------- | ---------------- |
| Hapoel Jerusalem        | 68–56    | Bnei Herzliya    |
| Maccabi Ashdod          | 95–90    | Maccabi Haifa    |
| Hapoel Be'er Sheva B.C. | 80–88    | Hapoel Holon     |
| Ironi Nes Ziona         | 73–75    | Maccabi Tel Aviv |

## Final four

### Cuadro
|  | Semifinales 13 de febrero | Semifinales 13 de febrero | Semifinales 13 de febrero |                  |                  | Final 16 de febrero | Final 16 de febrero | Final 16 de febrero |  |
|  |                           |                           |                           |                  |                  |                     |                     |                     |  |
|  |                           |                           |                           |                  |                  |                     |                     |                     |  |
|  | 1                         | Hapoel Jerusalem          | 68                        |                  |                  |                     |                     |                     |  |
|  | 1                         | Hapoel Jerusalem          | 68                        |                  |                  |                     |                     |                     |  |
|  | 4                         | Hapoel Holon              | 59                        |                  |                  |                     |                     |                     |  |
|  | 4                         | Hapoel Holon              | 59                        |                  | Hapoel Jerusalem | Hapoel Jerusalem    | 68                  |                     |  |
|  |                           |                           |                           |                  | Hapoel Jerusalem | Hapoel Jerusalem    | 68                  |                     |  |
|  |                           |                           | Maccabi Tel Aviv          | Maccabi Tel Aviv | 82               |                     |                     |                     |  |
|  | 3                         | Maccabi Ashdod            | Maccabi Tel Aviv          | Maccabi Tel Aviv | 82               | 89                  |                     |                     |  |
|  | 3                         | Maccabi Ashdod            |                           |                  |                  | 89                  |                     |                     |  |
|  | 2                         | Maccabi Tel Aviv          | 95                        |                  |                  |                     |                     |                     |  |
|  | 2                         | Maccabi Tel Aviv          | 95                        |                  |                  |                     |                     |                     |  |
|  |                           |                           |                           |                  |                  |                     |                     |                     |  |

### Semifinales
| 13 de febrero de 2017 | Maccabi FOX Tel Aviv | 95–89 | Maccabi Kaplan Ashdod      |                                            |  |
|                       |                      |       |                            |                                            |  |
|                       | Estadísticas Rudd 20 | Pts   | Estadísticas Carmichael 22 | Pabellón: Jerusalem Payis Arena, Jerusalén |  |

| 13 de febrero de 2017 | Hapoel Bank Yahav Jerusalem | 68–59 | Hapoel Unet Holon      |                                            |  |
|                       |                             |       |                        |                                            |  |
|                       | Estadísticas Kinsey 18      | Pts   | Estadísticas Atkins 19 | Pabellón: Jerusalem Payis Arena, Jerusalén |  |

### Final
| 16 de febrero de 2017 | Maccabi FOX Tel Aviv                                 | 82–68                | Hapoel Bank Yahav Jerusalem                     |                                            |  |
|                       |                                                      |                      |                                                 |                                            |  |
|                       | Estadísticas Mekel, Goudelock 15 Iverson 10 Ohayon 5 | Reporte Pts Reb Asts | Estadísticas Stoudemire 15 Eliyahu 8 Jerrells 5 | Pabellón: Jerusalem Payis Arena, Jerusalén |  |

|                                     | \| Campeón de la Copa de Israel 2017 \| \| ----------------------------------- \| \| Maccabi Tel Aviv B.C. (44.º título) \| |
| Campeón de la Copa de Israel 2017   | |
| Maccabi Tel Aviv B.C. (44.º título) | |